# Aparat małoobrazkowy

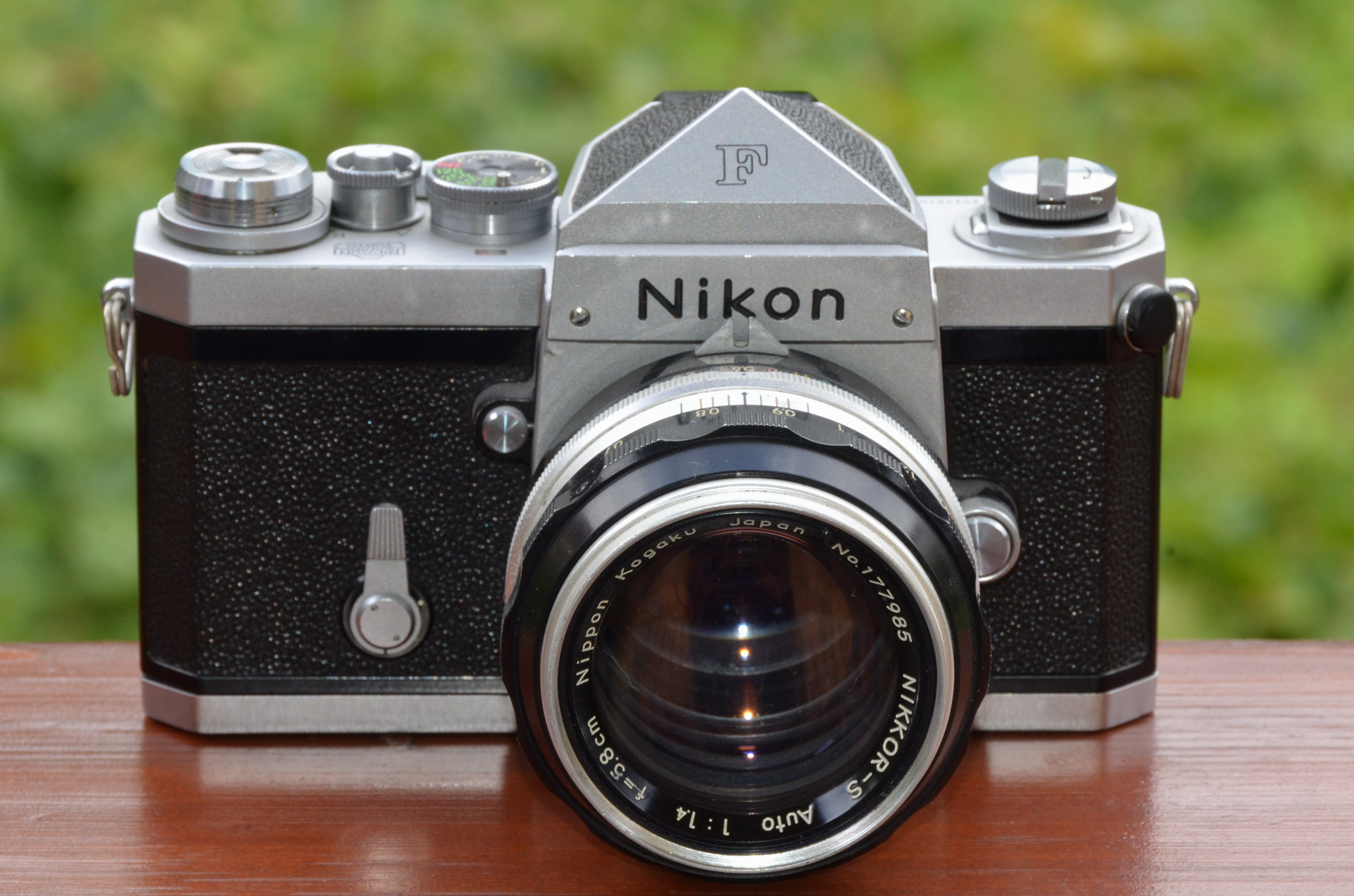
Aparat fotograficzny Nikon F 1.4, f = 5,8 (1959)

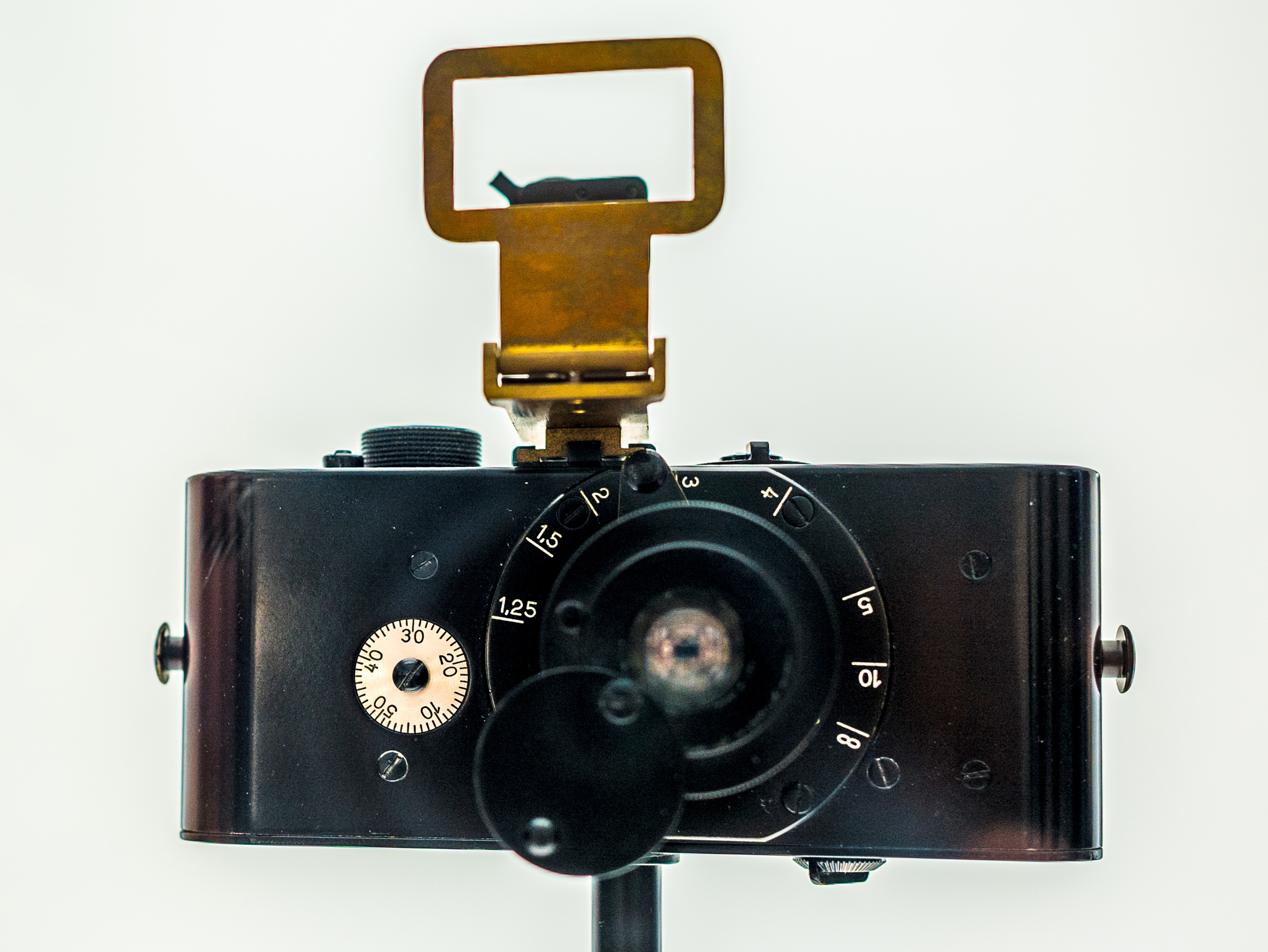
Replika pierwszego aparatu małoobrazkowego Ur-Leica, którego twórcą był Oskar Barnack. Replika znajduje się w siedzibie firmy Leica w Wetzlar

Aparat małoobrazkowy – aparat fotograficzny, w którym materiałem światłoczułym jest perforowany na brzegach film o szerokości 35 mm – taki jak w przemyśle filmowym.
Najbardziej typowym i obecnie właściwie jedynym formatem klatki aparatu małoobrazkowego jest 24×36 mm. Na filmie o standardowej długości mieści się do 28 (sprzedawany jako 24) lub 40 (sprzedawany jako 36) takich klatek numerowanych kolejno: X, 00, 0, 1–36(37). Istniały również aparaty małoobrazkowe o formacie klatki 18×24 mm – takie klatki były naświetlane na filmie pionowo i mieściło się ich tam 2 razy więcej.
Pierwszym aparatem małoobrazkowym była Leica skonstruowana przez Oskara Barnacka w 1913 ale wprowadzona do sprzedaży dopiero w 1925.
Pierwszy w historii kolorowy film fotograficzny do aparatów małoobrazkowych, Lumicolor pojawił się w 1933 jako wynalazek braci Lumière i był to autochrom o małej czułości i dużym ziarnie w przeciwieństwie do materiałów czarno-białych. W 1935 w USA wynaleziono kolorowy film fotograficzny Kodak Kodachrome, który wiernie oddawał kolory, zapewniał doskonałą ostrość obrazu i stał się najpopularniejszym materiałem tego typu dla profesjonalistów i amatorów w XX w.
W aparatach cyfrowych format matrycy światłoczułej (CCD lub CMOS) może być zbliżony do rozmiaru „pełnej klatki”, czyli 24×36 mm (tzw. matryca FF – ang. Full Frame, dostępna tylko w najdroższych aparatach profesjonalnych), albo być od niego mniejszy (w tańszych modelach), a  nawet w rozmiarze 1/1,8", czyli 5,3×7,2 mm, lub 1/2,5", czyli 4,3×5,8 mm (w najtańszych rozwiązaniach).